# Zlatý most (České Budějovice)
Zlatý most je most přes Malši v Českých Budějovicích na konci ulice Dr. Stejskala. Spojuje centrum města s jeho jižní částí. Je zapsán v Ústředním seznamu kulturních památek ČR.

## Historie

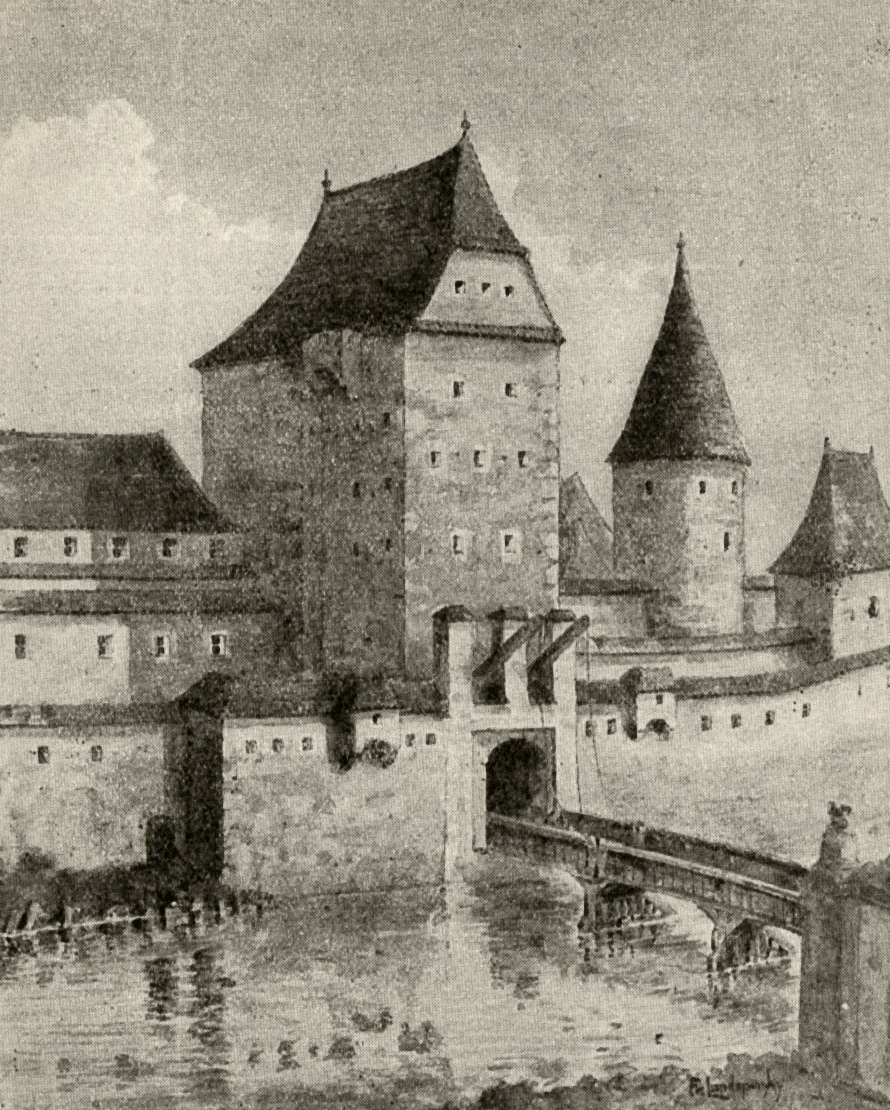
Zlatý most, pozdně gotická podoba

Most v tomto místě vznikl pravděpodobně současně se založením města v roce 1265 a vedla přes něj komunikace vycházející z Rožnovské brány a napojující se na Lineckou stezku. Do vzniku koněspřežné železnice byl Zlatý most jediným mostem přes Malši do města od jihu. Přijížděli po něm obchodníci na trhy, formani, přičemž jeden čas platilo pravidlo, že i projíždějící obchodník musel na náměstí vyložit zboží, které vezl. Mýto se vybíralo na mostě a jeho placení bylo zrušeno až v roce 1918. Na mostě se také vybíral pivní krejcar a 15 % přirážky z cizího dováženého piva. Proto byl most označován jako zlatý most, až z toho vznikl oficiální název Zlatý most.
Poslední část mostovky před branou byla upravena jako padací most. V 16. a 17. století bylo předmostí na levém břehu zajištěno zvláštním pevnostním prvkem, barbakánem. Dřevěná mostní stavba, spočívající na dvou pilířích, musela být často opravována nebo vyměňována. Roku 1881 došlo k přestavbě mostu a byla použita ocelová konstrukce od firmy Pražská strojírenská akciová společnost z Prahy Libně.

## Současnost
O vybudování současného mostu rozhodlo C. k. místodržitelství pro Království české v Praze v dubnu 1913. Nejprve byl v říjnu 1914 postaven provizorní most v místech proti proudu. Práce spojené se stavbou pobřežních pilířů a se zřízením vozovky byly prováděny firmou Ing. Josef Pfeffermann, podnikatelství staveb, spol. s r. o, v Č. Budějovicích. Železnou konstrukci a montáž provedla firma Bratři Prášilové a spol., v Praze – Libni. K otevření nového mostu došlo v srpnu 1916 poté, co byla 8. června 1916 provedena zatěžovací zkouška při níž byl most zatížen třemi naloženými motorovými vozy a dvěma vlečnými vozy elektrické dráhy. Roku 2001 byla provedena celková rekonstrukce Zlatého mostu nákladem 19,5 milionu korun. K posledním úpravám bylo přistoupeno v souvislosti s povodněmi 2002.

## Technické parametry
Je konstruován jako obloukový ocelový, o jednom poli, s dolní mostovkou. Most je dlouhý 40 m, široký 12,5 m. Váha železné konstrukce činí zaokrouhleně 240 t, váha vozovky 190 t. Při zatěžovací zkoušce činilo úhrnné zatížení mostu 50 t. Tlak na jedno ložisko při zatěžovací zkoušce byl 120 t.